# Nikaianch (I.)

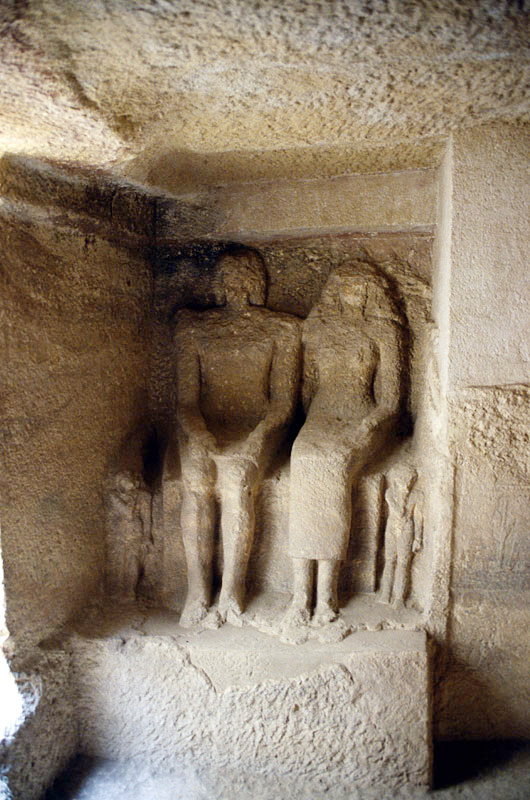
Statuen in der Grabkapelle

Nikaianch (I.) (der Ka gehört dem Lebendigen) war ein lokaler Beamter im Alten Ägypten zur Zeit der 5. Dynastie unter König (Pharao) Userkaf, der von seinem dekorierten Grab in Tihna al-Dschabal in Mittelägypten bekannt ist.
Nikaianch lebte und amtierte am Übergang von der 4. zur 5. Dynastie. Er trug Titel, die andeuten, dass er als Verwalter königlicher Güter in Mittelägypten amtierte. Seine Titel lauten Königsbekannter (Rḫ-nsw = Rech-nesu), Verwalter der großen Domäne (Jmj-r3-pr-ḥwt-ˁ3t = Imi-ra-per-hut-aat), Vorsteher der neuen Orte (Jmj-r3-nww-mswt = Imi-ra-nuu-mesut) und Vorsteher der Priester der Hathor, Herrin von Rainet. In seinem Grab werden auch verschiedene Familienmitglieder genannt. Seine Gemahlin trug den Namen Hedjethejenu und war auch Königsbekannt. Seine Söhne hießen Nianchsesi und Hemhathor. war auch Königsbekannter, aber auch Insspektor der Schreiber des königlichen Dokuments. Zwei Töchter sind bekannt: Achetnebet und Chenukai.
Das Grab des Nikaianch ist schon seit dem 19. Jahrhundert bekannt. George Willoughby Fraser verbrachte 1893 drei Monate in der Nekropole von Tihna al-Dschaba und publizierte die Ergebnisse seiner Untersuchungen im Jahre 1902. Die Grabanlagen vor Ort werden deshalb auch oftmals als die Fraser-Gräber (Fraser tombs) bezeichnet. Ein australisches Team arbeitete von 2007 bis 2011 vor Ort und das Grab des Nikaianch (I.) wurde 2014 publiziert.
Die Grabanlage des Nikaianch ist architektonisch von großer Bedeutung. Es handelt sich dabei um eine Mastaba (normalerweise ein freistehender, rechteckiger Grabbau), die in den Fels gehauen und nicht aus Lehmziegeln oder Steinen aufgemauert ist, wie es sonst üblich war. In der Mastaba befindet sich eine auch in den anstehenden Fels gehauene Kapelle, deren Wände mit Reliefs und Statuen dekoriert sind. Die Statuen sind aus dem Fels gehauen. Die Reliefdekoration zeigt vor allem Scheintüren und Opferlisten. Eine Inschrift erwähnt, dass Nikaianch unter König Userkaf diente, was das ganze Grab an den Beginn der 5. Dynastie datiert. Die 16 Statuen befinden sich in insgesamt fünf Nischen gehauen und sind nicht freistehend.